# Programme Delivery Control
Programme Delivery Control (PDC), dříve Video Programming System  (VPS), je analogově vysílaný signál, který je vysílán spolu s televizní stanicí a slouží domácím videorekordérům k přesnému určení začátku a konce nahrávání televizních pořadů. Je standardizován v normě ETSI EN 300 231

## Princip činnosti
Signál PDC, je-li vysílatelem podporován, přenáší po celou dobu vysílání daného pořadu časový kód začátku pořadu, tak jak byl oznámen v programovém věstníku. Videorekordér namísto spouštění nahrávání podle časovače vyhodnocuje přijímaný signál PDC a spustí nahrávání v okamžiku, kdy je vysílán stejný časový kód, jako naprogramovaný čas začátku pořadu. Díky tomu je pořad nahrán i s případným zpožděním.
K správné funkci PDC videorekordéru je nezbytně nutné nastavit čas začátku nahrávání přesně shodně s časem uvedeným v programovém věstníku. Při použití PDC videorekordér nebere zřetel na nastavenou délku záznamu - pořad je vždy zaznamenán až do svého konce. Z toho důvodu není možné nahrávat více pořadů za sebou v rámci jednoho záznamu; pro každý pořad je nutné zadat zvláštní záznam do časovače videorekordéru.

## Přenos signálu
Norma uvádí dva možné způsoby přenosu signálu. Starší způsob používá k přenosu vyhrazený (nejčastěji 16.) televizní řádek, tento způsob přenosu se obchodně označuje jako VPS kód.
Nověji je k přenosu používán systém teletextu, to bývá označováno jako kód PDC.

### Přenos vyhrazeným řádkem
Při přenosu vyhrazeným řádkem je určitý televizní řádek, který náleží do vertikálního zatemňovacího intervalu, vyhrazen pro přenos signálu VPS. V Evropě je k tomuto účelu vyhrazen 16. řádek. Je použito dvoufázové kódování Manchester s přenosovou rychlostí 2,5 Mbit/s. Jedná se však o okamžitou rychlost v době vysílání vyhrazeného řádku, v ostatních řádcích se nepřenáší nic. Průměrná přenosová rychlost je tak pro TV systém s 625 řádky přibližně 625krát nižší.

### Přenos teletextem
Přenos vyhrazeným řádkem trpí několika nedostatky. Především spousta zařízení zpracující TV signál, jako například DVB Set Top Boxy nebo hlavní stanice televizních kabelových rozvodů, neumí VPS kód zpracovat, takže je na jejich výstupu znehodnocen.
Druhým problémem VPS kódu je nemožnost zcela přesně signalizovat překrytí dvou pořadů, například pokud je jeden pořad přestávkou druhého. Videorekordér v takovém případě nemá šanci se dozvědět, zda pořad definitivně skončil, nebo je v něm jen zařazena přestávka.
Z těchto důvodů byl navržen přenos časového kódu uvnitř teletextu prostřednictvím speciálního servisního paketu 8/30/2. Navíc byly přidány čtyři logické kanály, takže je možné současně signalizovat stav vysílání čtyř různých pořadů.

## Vysílání PDC signálů v ČR
Česká televize vysílá signál VPS prostřednictvím vyhrazeného 16. řádku již od devadesátých let 20. století. Vysílání trvá na analogových vysílačích dodnes, VPS kód je i součástí doplňkových informací programů ČT1 a ČT2 (VBI streamu) v digitálním vysílání DVB-T i DVB-S z orbitální pozice 23,5°E (služba Skylink/CS Link).
Od 1. listopadu 2006 navíc Česká televize u všech svých programů vysílá signál PDC prostřednictvím teletextu.
Prima TV vysílá signál VPS na 16. řádku na hlavním programu - Prima. Tento signál je však šířen pouze v analogovém vysílání a na satelitním digitálním vysílání DVB-S z orbitální pozice 23,5°E (služba Skylink/CS Link). V DVB-T vysílání tento kód není.
TV Nova kód VPS nevysílá, resp. vysílá na 16. řádku speciální VPS kód, oznamující rekordérům, aby nahrávaly pořady podle interního časovače.

## Podpora videorekordérů
Systém VPS/PDC je podporován drtivou většinou videorekordérů systému VHS. Přibližně do roku 2000 podporují rekordéry pouze přenos vyhrazeným řádkem, od tohoto roku jsou podporovány oba způsoby přenosu.
Systémem VPS/PDC jsou také vybaveny některé DVD rekordéry; často je však jejich použití omezené pouze na příjem analogového vysílání.
Existuje také softwarový rekordér/filtr, který na základě VPS/PDC signálu ukládá pouze vybraný pořad.